# 成人世界
是一部於2015年上映的美國科幻片。尼爾·布洛姆坎普執導兼聯合編劇，賽門·金柏格監製，並由沙托·科普利、休·傑克曼、戴夫·帕托、雪歌妮·薇佛以及回答樂團的成員主演。本片是據布洛姆坎普於2004年釋出的短片《Tetra Vaal》延伸而出。
哥倫比亞電影公司將本片定於2015年3月6日在美國上映（含IMAX版本）。

## 劇情
南非犯罪率最高的約翰尼斯堡，光是一天就會發生數百起血腥案件，南非政府於是從科技產業「特創伏公司」（Tetravaal）購買機器人來提升治安。在公司的程式設計師迪昂·威爾森編程開發之下，設計出維護治安的機械警察，代替人類警察衝鋒陷陣的同時還減低傷亡人數。就在迪昂深受讚美的同時，他的成果也得到同事文森·摩爾的嫉妒，文森設計出遠端遙控的巨大武裝機械人「麋鹿」（MOOSE），卻因為人類警察依賴迪昂的機械警察而棄用。在家中，迪昂創造出一個人工智能原型，其能夠以人類相似的方式來思考問題和學習技能，由於執行長蜜雪兒·布萊德利嚴禁在公司產品上植入人工智能，迪昂只好從公司裡偷來一架因執行任務時受損而即將報廢的機械警察，同時將唯一能升級或修改機器人所用的「防護金鑰」（Guard Key）也一同帶走。
但迪昂在回家路上突然被本地幫派三人組綁架，老大忍者由於欠全市最大犯罪首腦希伯兩千萬蘭特，且只剩一星期還債；他本打算靠擄人勒贖，卻想到威脅迪昂來編程這架未啟用的人工智能機器人來幫他們搶劫。機械人啟動後有著小孩般的心靈，受到迪昂和忍者的女友尤蘭蒂安慰和照顧，為它起名叫「查皮」（Chappie）。忍者三人將迪昂趕走後，尤蘭蒂開始像母親一樣對待查皮，但忍者逐漸不耐煩而私自跟部下艾美力克將查皮丟在外面一整天，讓牠備受外面混混的欺負。這時，文森有意想辦法破壞所有機械警察來讓公司高層批准運行麋鹿，注意到查皮後對他動粗，取走他頭部裡的防護金鑰，卻讓查皮逃跑回忍者的藏身處。忍者向查皮道完歉後開始教導牠武術和偷盜技巧，騙牠偷車過程中謊稱這些錢將會為他購買新的機器身體部位。
文森於夜晚時偷偷回到公司，透過防護金鑰對所有機械警察植入電腦病毒，導致所有機械警察包括查皮均自毀停機。犯罪率在一夜之間猛升，剛來到忍者藏身處接查皮的迪昂發現他壞掉後，迅速將它接回公司，連接電腦緊急重啟才讓查皮恢復，同時也造成文森試圖滅跡的病毒文件沒有刪除成功。查皮恢復後注意到用來控制麋鹿的神經傳導頭盔，將其帶回去經過稍稍改造，就能用頭盔將它自己意識上傳至一台電腦裡且隨時輸入新的身體。隔天，查皮跟隨忍者去打劫一輛武裝運鈔車，公司裡的迪昂得知病毒是文森搞鬼，但在新聞上看到查皮後只好動身前去接它。
查皮回去後從趕來的迪昂口中得知忍者在欺騙它，而希伯也帶人趕到試圖搶走查皮。兩方交戰途中，文森藉由混亂得到布萊德利正式授權，遠程操縱麋鹿趕到現場大開殺戒，殺死艾美力克等大量幫派分子。希伯槍傷迪昂後試圖開卡車逃亡，而忍者打死希伯後將負傷的迪昂救回去。由於麋鹿窮追不捨，忍者決定獨自留下為迪昂等人爭取逃跑時間，然而尤蘭蒂搶先犧牲自己救下忍者而被麋鹿炮彈所殺。憤怒的查皮使用迪昂車中的特創伏公司製造的高科技炸彈，將麋鹿徹底摧毀。查皮將受傷的迪昂救回特創伏公司後，一路追趕文森至辦公室，將他幾近打死前還是饒他一命。
查皮隨後透過控制麋鹿的神經傳導頭盔，將迪昂的人體意識上傳至一架測試用機械人，讓他延續生命且能永生。迪昂同樣用防護金鑰把查皮的意識輸入另外一架機械人體內，兩者隨後迅速逃離現場。查皮的存在使得約翰尼斯堡警察終止跟特創伏公司的合約，而全世界科學家都對查皮的創始十分好奇。忍者在燒尤蘭蒂的遺物時，突然找到查皮先前測試神經傳導頭盔時，為尤蘭蒂保存意識的備份隨身碟。忍者、迪昂和查皮埋葬尤蘭蒂的遺體後，查皮黑入特創伏的機器人工廠電腦製造一架嶄新的機器人，隨後對其上傳意識隨身碟，為自己的“媽媽”製造出新的身體來復生。

## 演員
| 演員                                   | 角色                             | 備註 |
| 沙托·科普利 Sharlto Copley             | 查皮 CHAPPiE                     | 由迪昂創造的人工智能，融入一架損毀的機器人活動，有小孩般的心靈和學習思考能力，被忍者一夥收留後訓練成小偷。由沙托·科普利配音加動作捕捉。 |
| 戴夫·帕托 Dev Patel                    | 迪昂·威爾森 Deon Wilson          | 來自英國的程式設計師，在特創伏開發出機械警察隊伍，同時瞞著上級創造出查皮。                                                              |
| 沃特金·都鐸·瓊斯 Watkin Tudor Jones    | 忍者 Ninja                       | 約翰尼斯堡的幫派領袖，本想靠綁架迪昂來還債，剛好目睹查皮甦醒後加以利用。                                                                |
| 安莉·迪圖瓦 Anri du Toit               | 尤蘭蒂 Yolandi                   | 忍者的女友兼幫派成員，用心照顧查皮而被牠當成“媽媽”。                                                                                    |
| 何塞·帕布羅·坎蒂羅 Jose Pablo Cantillo | 艾美力克 Amerika                 | 忍者的好友，也是他的幫派一份子。 |
| 休·傑克曼 Hugh Jackman                 | 文森·摩爾 Vincent Moore          | 前澳洲軍人兼特創伏設計師，麋鹿的建造者，看不起迪昂的成果。                                                                              |
| 雪歌妮·薇佛 Sigourney Weaver           | 蜜雪兒·布萊德利 Michelle Bradley | 特創伏公司執行長，迪昂和文森的公司上級。                                                                                                |
| 布蘭登·歐瑞特 Brandon Auret            | 希伯 Hippo                       | 全市勢力最大的黑幫老大，本性貪婪、殘暴無常，是忍者一夥的債主。                                                                          |

安德森·庫珀在片頭客串他自己，在CNN新聞中播報南非機械警察的分派。而主演沙托·科普利也以本人形象在片尾客串一位人類警察。

## 拍攝
《成人世界》是導演尼爾·布洛姆坎普所執導的第三部長片，他與一同為《第九禁區》編劇的妻子泰芮·塔契爾再次負責本片的劇本。電影於2013年10月中在南非的約翰內斯堡開拍，2014年2月宣布殺青。

## 發行
本片定於2015年3月6日全球同步上映。2015年2月6日，IMAX公司和索尼宣布，這部電影將轉製成IMAX格式，並於2015年3月6日在美國各大戲院放映。而海外的IMAX版則於3月4日推出。

### 評價
爛番茄基於197位專業影評人持有32％的新鮮度，觀眾支持率56％，平均得分4.9／10；該網站共識：「《成人世界》擁有更多的廣大思路和華麗視覺的導演尼爾·布洛姆坎普已成為眾所周知的，越來越可悲的是敘事上的缺點」。Metacritic根據39條評論得分41（滿分100），其中《综艺》杂志和《好莱坞报道者》各给30分，評價普遍不佳。而IMDb的得分7.3，反應較好。
denofgeek.com網站的萊恩·蘭比給予了這部電影肯定的評價，說明：「儘管它的故事的粗糙，儘管如此《成人世界》在其破舊的外表下，仍有真正的心臟在跳動。如果你喜歡導演以前的電影，你應該為自己去看這一部」。
1905电影网写到：“整体来说，《超能查派》还是蛮好看的，能够抓住观众的情绪，但情节上的漏洞的确让影片没法深入的推敲，而且即便是非常重要的查派意识成长，前后的逻辑也缺乏连贯性和合理性，要吐槽起来可以没完没了。但是，布洛姆坎普的现实主义式的科幻片，又的确很有一些风格。”

### 票房
美國首映週末以1330萬美元居榜首，在3201間戲院放映，平均每間戲院獲得4155美元的票房。其他地區為2700萬美元。全球累计1.02亿美元。
| 上一届： 《决胜焦点》 | 2015年美國週末票房冠軍 第10周 | 下一届： 《仙履奇緣》 |

## 續集可能
2015年3月7日，尼爾·布洛姆坎普接受了IGN記者採訪，當被問及在《成人世界》事件結束之後發生的事，布洛姆坎普說：「它本作為一個三部曲，所以，我沒有寫其他兩部，但若我寫另外兩部，所以我有點想知道接下來的兩部會發生什麼，但是......但是我不知道是否會發生」。他又回答說：「我想是的。沒錯，我想，我的意思是，我喜愛這部電影，就像我為電影感到相當驕傲，我不知道觀眾會說什麼，我不知道這樣做是否會更有經濟效益，但我想，我希望能做的更多」。

## 備註
1. 臺灣前譯：「超人類計畫」。

## 外部連結
- 官方网站
- AllMovie上《Chappie》的资料（英文）
- 互联网电影数据库（IMDb）上《Chappie》的资料（英文）
- 爛番茄上《Chappie》的資料（英文）
- Metacritic上《Chappie》的資料（英文）
- Box Office Mojo上《Chappie》的資料（英文）
- 豆瓣电影上《成人世界》的資料 （简体中文）